# کویوا
کویوا (استونیایی: Koiva) روستایی در دهستان والگا، شهرستان والگا در جنوب استونی است.